# 더 버스데이 매서커
더 버스데이 매서커(The Birthday Massacre)는 캐나다의 고딕 록 밴드이다.1999년 캐나다의 런던(온타리오주)에서 결성했으며, 결성직후 캐나다의 토론토로 근거지를 옮겼다.
맴버는 Chibi(보컬),Falcore(메인기타),Rainbow(서브기타),Owen(신시사이저),Nate Manor(베이스),Rhim(드럼) 이 있다.
결성당시 1999년에는,'Imagica'라는 이름으로 활동했다. 이 이름은 클라이브 바커의 판타지소설 Imajica(1991)에서 영감을받았다. 그이후 다른 그룹과의 혼동을 피하기 위해 이름을 현재의 The Birthday Massacre로 바꾸었다. 앨범은 총 여섯개로, Nothing and Nowhere (2002), Violet (2005), Walking With Strangers (2007), Pins and Needles (2010), Hide and Seek (2012), Superstition (2014)가 있다.